# Scream Queens
Scream Queens är en amerikansk TV-serie skapad av Ryan Murphy, Brad Falchuk och Ian Brennan. Serien hade premiär 22 september 2015 på Fox.
I Sverige började serien sändas på TV6 den 14 februari 2016.

## Rollista (i urval)
- Emma Roberts – Chanel Oberlin
- Skyler Samuels – Grace Gardner
- Lea Michele – Hester Ulrich / Chanel #6
- Glen Powell – Chad Radwell
- Diego Boneta – Pete Martinez
- Abigail Breslin – Chanel #5
- Keke Palmer – Zayday Williams
- Nasim Pedrad – Gigi Caldwell
- Lucien Laviscount – Earl Grey
- Oliver Hudson – Weston "Wes" Gardner
- Billie Lourd – Chanel #3
- Jamie Lee Curtis – Cathy Munsch
- Ariana Grande – Sonya Herfmann / Chanel #2